# Larry Thomas
Larry Tomashoff, conocido artísticamente como Larry Thomas es un actor estadounidense famoso por su papel del "Nazi de la sopa" de la serie Seinfeld por el que fue nominado a un premio Emmy.

## Carrera profesional
Thomas es conocido por su papel del "Nazi de la sopa" en la serie Seinfeld siendo nominado en 1996 a un premio Emmy al mejor actor invitado en una serie cómica.
En 1997 hizo un cameo en Austin Powers: International Man of Mystery como crupier de casino. En 2004 actuaría se interpretó asimismo en Scrubs en donde vuelve hacer referencia al "Nazi de la sopa". Ese mismo año aparecería en un episodio de la serie Drake & Josh.
En 2006, Thomas apareció en la comedia independiente Spaced Out en donde hace una variación de su coletilla "no hay sopa para usted". Este fue el comienzo de su relación con la productora Boomstick Films, otras películas de la misma productora en las que estuvo son Not Another B Movie, Dr. Spine y Paranormal Calamity (spoof movie de Actividad paranormal).
Otros roles destacables fue en 2006 cuando satirizó a Saddam Hussein en Arrested Development y en 2008 como Osama bin Laden en Postal.
En 2009, apareció en Untitled Horror Comedy interpretando el papel de Dwayne.